# Campeonato Regional de Guipúzcoa
El Campeonato Regional de Guipúzcoa fue una competición oficial de fútbol a nivel regional que disputaron desde 1918 los clubes adscritos a la Federación Guipuzcoana de Fútbol, quien asumió su organización para formalizar y estructurar el fútbol en dicha región. El estamento, establecido el 25 de abril del mismo año, tuvo como impulsores a los cuatro clubes representativos de la región tras disputas con las entidades vizcaínas en la hasta entonces coordinadora del fútbol vasco, la Federación Regional del Norte. El estamento nacional decidió dividirla, y a su vez nació la Federación Vizcaína de Fútbol con su propio torneo.
Desde el 27 de octubre de 1918 el torneo fue disputado bajo dos divisiones, y desde su edición inicial el campeón de primera categoría era el representante de la región guipuzcoana en el Campeonato de España —actual Copa del Rey—. Así pues, era de gran importancia entre los equipos ya que no solo designaba al mejor equipo de Guipúzcoa sino que era a su vez un torneo clasificatorio para la máxima competición nacional.
Con el crecimiento del fútbol en el país y tras los esfuerzos federativos por mejorar y reestructurar las competiciones existentes, el torneo pasó a tener diversas denominaciones en función de los equipos que lo conformaban. El más notorio cambio se produjo en 1929, fecha de inicio de una reestructuración masiva de los distintos campeonatos regionales para paliar un creciente declive, y fueron renombrados como «Campeonatos Mancomunados» o «supraregionales», para finalmente en 1934 llegar a una importante reestructuración de las competiciones en España. A él se agregaron los equipos de Navarra, por lo que pasó a denominarse como Campeonato Mancomunado Guipúzcoa-Navarra, absorbiendo así al imberbe campeonato de la inestable Federación Navarra, una de las zonas futbolísticas a la zaga del país. En 1931 pasó a ser Campeonato Mancomunado Guipúzcoa-Navarra-Aragón, otro de los territorios aún por desarrollar, alternando esta nomenclatura con la inicial hasta su desaparición en 1940 debido a la importancia que ya poseían las dos competiciones de índole nacional: el Campeonato de España y el Campeonato Nacional de Liga (establecido en 1928).
La competición se disputó cada año con la excepción del período del transcurso de la guerra civil española, siendo el Real Unión Club de Irún el equipo más laureado con ocho títulos, dos por encima del Donostia Foot-ball Club, entonces nueva denominación de la Real Sociedad. Cabe destacar que fueron dos de los clubes campeones de España, situando por tanto a Guipúzcoa como una de las regiones históricas y más dominantes de la nación.
En el citado período de la contienda bélica se disputaron la Copa Vasca —torneo junto a los representantes vizcaínos y navarros— y la Copa Brigadas de Navarra —la primera competición en el intento por restaurar el fútbol tras su detención por la guerra—.

## Historia
Tras varios desacuerdos entre los clubes de Vizcaya y Guipúzcoa, en 1918 el Comité Nacional de la Federación Española acordó dividir la Federación Norte en estas dos regiones. Así pues, la temporada 1918/19 los clubes guipuzcoanos pusieron en marcha su propio campeonato mientras que el Campeonato Norte continuó con los equipos vizcaínos y el reingreso del Racing de Santander, en representación de los clubes cántabros.
Junto a equipos pertenecientes a la provincia de Guipúzcoa, estuvieron afiliados también a la Federación Guipuzcoana clubes pertenecientes a otras provincias. Clubes navarros y riojanos estuvieron afiliados a la Guipuzcoana, siendo los casos más notables los de Osasuna y CD Logroño, que disputaron la primera categoría del campeonato guipuzcoano. El CD Logroño logró hacerse con el título además. En 1928 se fundó la Federación Navarra y Osasuna abandona el campeonato guipuzcoano, aunque ya para 1929 se había reintegrado al mismo, convertido en un Campeonato Mancomunado Navarro-Guipuzcoano. Posteriormente, en 1931, se agregaron equipos aragoneses a la competición que pasó a denominarse Campeonato Mancomunado Navarra-Guipúzcoa-Aragón, aunque siempre tuvieron preeminencia los equipos afiliados a la Fed. Guipuzcoana.
En 1934 la Federación Española llevó a cabo una importante reestructuración de los torneos nacionales, de modo que los campeonatos regionales fueron reemplazados por los superregionales, en los que se agrupaban los mejores clubes de distintas federaciones regionales. En el caso del País Vasco, a partir de la temporada 1934/35 se puso en marcha la llamada Copa Vasca. Los equipos guipuzcoanos y navarros se integraron en la Copa Vasca, mientras que el CD Logroño y los aragoneses se integraron en el nuevo campeonato Cantabria-Castilla-Aragón. Estos torneos se disputaron durante dos años, hasta verse interrumpido por el estallido de la guerra civil española.
En 1939, durante los últimos meses de la contienda bélica, la actividad futbolística fue retomada en algunas zonas controladas por el bando nacional, bajo el impulso de la Federación Española y las federaciones regionales. En el renacido Campeonato de Guipúzcoa participaron seis equipos, de los cuales el campeón y subcampeón (Alavés y Donostia FC) tomaron parte en la Copa del Generalísimo. La novedad de este torneo fue la inclusión de equipos alaveses en la federación guipuzcoana, ya que estos habían formado hasta entonces parte de la vizcaína. 
La temporada 1939/40 se retomó la disputa del Campeonato Mancomunado Guipúzcoa-Navarra-Aragón,que también fue clasificatorio para acceder al Campeonato de España, desde entonces llamado Copa del Generalísimo. La reestructuración aprobada por la Federación Española en 1940, sin embargo, supuso la desaparición de los campeonatos regionales.

## Historial
Se indican a efectos históricos las dos ediciones de la Copa Vasca, si bien es atendida como un torneo independiente en el que se unieron las dos federaciones vascas para su disputa. Mismo caso que la Copa Brigadas de Navarra, si bien esta última fue organizada durante el transcurso de la Guerra Civil y su oficialidad es por tanto discutida. A efectos comparativos pudiera ser considerada como una Copa Regional, reflejada por la Federación Española en el palmarés histórico del Deportivo Alavés, vencedor de dicho torneo.
Nombres y banderas de los equipos según la época.
| Temporada                                          | Campeón                                                                      | Subcampeón                                                                   | Tercero                                                                      | Notas |
| Campeonato Regional de Guipúzcoa                   | Campeonato Regional de Guipúzcoa                                             | Campeonato Regional de Guipúzcoa                                             | Campeonato Regional de Guipúzcoa                                             | Campeonato Regional de Guipúzcoa |
| -------------------------------------------------- | ---------------------------------------------------------------------------- | ---------------------------------------------------------------------------- | ---------------------------------------------------------------------------- | --- |
| 1918-19                                            | Real Sociedad                                                                | R. U. C. Irún                                                                | C. D. Esperanza                                                              | Sistema de liga de 4 equipos con descenso (Club Izarra de Eibar <> Eibar Club).                                                                    |
| 1919-20                                            | R. U. C. Irún                                                                | Real Sociedad                                                                | C. D. Esperanza                                                              | Sistema de liga de 4 equipos con descenso (Eibar Club <> U. D. San Sebastián).                                                                     |
| 1920-21                                            | R. U. C. Irún                                                                | Real Sociedad                                                                | C. D. Esperanza                                                              | Sistema de liga de 4 equipos con promoción, finalmente dos descensos (C. D. Esperanza y U. D. San Sebastián).                                      |
| 1921-22                                            | R. U. C. Irún                                                                | Real Sociedad                                                                | —                                                                            | Reducido a 2 equipos con cuádruple enfrentamiento y promoción (Real Sociedad vence al C. D. Esperanza).                                            |
| 1922-23                                            | Real Sociedad                                                                | R. U. C. Irún                                                                | —                                                                            | En la promoción vence el R. U. C. Irún al C. D. Esperanza, quien es finalmente ascendido junto al Tolosa F. C.                                     |
| 1923-24                                            | R. U. C. Irún                                                                | Real Sociedad                                                                | C. D. Esperanza                                                              | Sistema de liga de 4 equipos sin descenso (asciende C. A. Osasuna).                                                                                |
| 1924-25                                            | Real Sociedad                                                                | R. U. C. Irún                                                                | C. A. Osasuna                                                                | Sistema de liga de 5 equipos con promoción (C. D. Esperanza vence a C. D. Euzkalduna).                                                             |
| 1925-26                                            | R. U. C. Irún                                                                | Real Sociedad                                                                | C. A. Osasuna                                                                | Sistema de liga de 5 equipos sin descenso (Asciende el Pasaiako L. E.).                                                                            |
| 1926-27                                            | Real Sociedad                                                                | R. U. C. Irún                                                                | C. A. Osasuna                                                                | Sistema de liga de 6 equipos sin descenso (Asciende la U. D. Eibarresa).                                                                           |
| 1927-28                                            | R. U. C. Irún                                                                | Real Sociedad                                                                | C. A. Osasuna                                                                | Grupos con eliminatoria final y promoción. (Ascenso del C. D. Logroño, descensos de C. D. Esperanza y U. D. Eibarresa y salida del C. A. Osasuna). |
| 1928-29                                            | Real Sociedad                                                                | C. D. Logroño                                                                | R. U. C. Irún                                                                | Reducción a 5 equipos con promoción (Asciende el Pasaiako L. E. tras previa y C. A. Osasuna regresa con la formación del Campeonato Mancomunado).  |
| Campeonato Mancomunado Guipúzcoa-Navarra           |                                                                              |                                                                              |                                                                              | |
| 1929-30                                            | R. U. C. Irún                                                                | Real Sociedad                                                                | C. A. Osasuna                                                                | Sistema de liga de 6 equipos con torneo de promoción (Pasaiako L. E. <> S. D. Euzkalduna).                                                         |
| 1930-31                                            | R. U. C. Irún                                                                | C. D. Logroño                                                                | Real Sociedad                                                                | Sistema de liga de 6 equipos con torneo de promoción (Tolosa F. C. <> Real Zaragoza C. D.).                                                        |
| Campeonato Mancomunado Guipúzcoa-Navarra-Aragón    |                                                                              |                                                                              |                                                                              | |
| 1931-32                                            | Donostia F. C.                                                               | C. D. Logroño                                                                | U. C. Irún                                                                   | Sistema de liga de 6 equipos con promoción (S. D. Euzkalduna <> Tolosa F. C.; C. D. Roca renuncia al ascenso y ocupa su lugar el Zaragoza F. C.).  |
| 1932-33                                            | Donostia F. C.                                                               | C. D. Logroño                                                                | C. A. Osasuna                                                                | Sistema de liga de 6 equipos con promoción (sin intercambio de clubes)                                                                             |
| 1933-34                                            | C. D. Logroño                                                                | Donostia F. C.                                                               | Zaragoza F. C.                                                               | Sistema de liga de 6 equipos (Cancelación del torneo por la Copa Vasca por lo que salen todos los clubes no-vascos)                                |
| Copa Vasca                                         |                                                                              |                                                                              |                                                                              | |
| 1934-35                                            | Athletic Club                                                                | C. A. Osasuna                                                                | Arenas de Guecho                                                             | Sistema de liga de 7 equipos con descenso y promoción (Deportivo Alavés y C. D. Guecho <> Baracaldo C. F.).                                        |
| 1935-36                                            | Arenas de Guecho                                                             | U. C. Irún                                                                   | Baracaldo C. F.                                                              | Sistema de liga de 6 equipos (cancelación por la Guerra Civil).                                                                                    |
| 1936-37                                            | No disputado por la Guerra Civil                                             | No disputado por la Guerra Civil                                             | No disputado por la Guerra Civil                                             | No disputado por la Guerra Civil |
| 1937-38                                            | Se disputaba en su lugar la Copa Brigadas de Navarra (oficialidad discutida) | Se disputaba en su lugar la Copa Brigadas de Navarra (oficialidad discutida) | Se disputaba en su lugar la Copa Brigadas de Navarra (oficialidad discutida) | Se disputaba en su lugar la Copa Brigadas de Navarra (oficialidad discutida)                                                                       |
| Campeonato Regional de Guipúzcoa                   |                                                                              |                                                                              |                                                                              | |
| 1938-39                                            | C. D. Alavés                                                                 | Donostia F. C.                                                               | C. D. Aurrera                                                                | Sistema de liga de 6 equipos (Se incorpora Vitoria; descienden C. D. Aurrera y U. D. Rentería para conformar el Mancomunado).                      |
| Campeonato Mancomunado de Guipúzcoa-Navarra-Aragón |                                                                              |                                                                              |                                                                              | |
| 1939-40                                            | Zaragoza C. F.                                                               | C. A. Osasuna                                                                | Real Sociedad                                                                | Sistema de liga de 6 equipos. |

## Palmarés
A continuación se refleja el palmarés de todos los equipos participantes en el Campeonato de Guipúzcoa de Primera Categoría, así como sus participaciones, criterio utilizado para la ordenación de los clubes. A efectos acumulativos no se tiene en consideración la Copa Vasca, atendida como un torneo independiente en el que se unieron las dos federaciones vascas para su disputa.
| Equipo                            | Temporadas | Títulos | Subcampeonatos | Años campeonatos                                                       | Notas                                                                                               |
| --------------------------------- | ---------- | ------- | -------------- | ---------------------------------------------------------------------- | --------------------------------------------------------------------------------------------------- |
| Real Unión Club de Irún           | 12         | 8       | 4              | 1919-20, 1920-21, 1921-22, 1923-24, 1925-26, 1927-28, 1929-30, 1930-31 | No incluida la edición inaugural al ser descalificado (vencedor la Real Sociedad)                   |
| Real Sociedad de Fútbol           | 12         | 7       | 9              | 1918-19, 1922-23, 1924-25, 1926-27, 1928-29, 1931-32, 1932-33          | Entre 1931 y 1940 denominado Donostia Football Club.                                                |
| Club Atlético Osasuna             | 10         | –       | 1              |                                                                        | |
| Club Deportivo Esperanza          | 8          | –       | –              |                                                                        | |
| Tolosa Football Club              | 7          | –       | –              |                                                                        | |
| Club Deportivo Logroño            | 6          | 1       | 4              |                                                                        | No incluida la edición 1931-32 al ser anulados datos del Zaragoza F. C. (vencedor la Real Sociedad) |
| Real Zaragoza                     | 5          | 1       | –              |                                                                        | Incluidas participaciones del antecesor Zaragoza Club Deportivo.                                    |
| Pasaiako Lagun Ederrak            | 3          | –       | –              |                                                                        | |
| Deportivo Alavés                  | 1          | 1       | –              |                                                                        | |
| Club Izarra de Éibar              | 1          | –       | –              |                                                                        | |
| Éibar Club                        | 1          | –       | –              |                                                                        | |
| Unión Deportiva San Sebastián     | 1          | –       | –              |                                                                        | |
| Unión Deportiva Eibarresa         | 1          | –       | –              |                                                                        | |
| Club Deportivo Aurrera de Vitoria | 1          | –       | –              |                                                                        | |
| Unión Deportiva Rentería          | 1          | –       | –              |                                                                        | |